# Дамаск (мухафаза)
Дамаск е една от 14-те мухафази (области) на Сирия. Населението ѝ е 1 754 000 жители (по приблизителна оценка от декември 2011 г.). Намира се в часова зона UTC+2. Освен столицата Дамаск в мухафазата е включен и още един град. Основният език е арабският.